# القومية البافارية

أحد علمي بافاريا

القومية البافارية هي وجهة نظر تؤكد أن البافاريين هم أمة وتعزز الوحدة الثقافية للبافاريين. لقد كانت ظاهرة قوية منذ دمج بافاريا في دولة ألمانيا في عام 1871. يجد القوميون البافاريون المصطلحات التي دخلت بافاريا إلى ألمانيا في عام 1871 مثيرة للجدل وادعوا أن الحكومة الألمانية قد تطفلت منذ فترة طويلة على الحكم الذاتي المطلوب لبافاريا، ووجهت دعوات لاستقلال بافاريا. بعد هزيمة ألمانيا في الحرب العالمية الأولى، نمت القومية البافارية بقوة، وأصبحت شائعة بين الحركات السياسية الثورية والرجعية. بعد انهيار النمسا-المجر بعد الحرب العالمية الأولى، تم تقديم مقترحات للنمسا للانضمام إلى بافاريا. في هذا الوقت، اهتمت الحكومة البافارية بشكل خاص بدمج مناطق شمال تيرول والنمسا العليا في بافاريا. كانت هذه مشكلة خطيرة في أعقاب الحرب العالمية الأولى حيث أعلن عدد كبير من سكان شمال تيرول في النمسا عن نيتهم انضمام شمال تيرول إلى بافاريا.

## تاريخ
كانت أصول صعود القومية البافارية كحركة سياسية قوية في الحرب النمساوية البروسية وما بعدها. كانت بافاريا أقرب سياسياً وثقافياً إلى النمسا الكاثوليكية من البروتستانتية بروسيا وشارك البافاريون مع النمساويين في ازدراء مشترك تجاه البروسيين، مما دفع بافاريا إلى التحالف مع النمسا في الحرب. النمسا مع بافاريا وحلفائها الآخرين هُزمت من قبل بروسيا وحلفائها. في أعقاب ذلك، دفعت بافاريا تعويضًا كبيرًا لبروسيا وانضمت إلى الإمبراطورية الألمانية التي أسسها بروسيا في عام 1871. بعد الوحدة مع ألمانيا في عام 1871، عارض القوميون البافاريون بشدة الهيمنة البروسية على الدولة الألمانية ورفضوا المزيد من الاندماج في الإمبراطورية الألمانية.

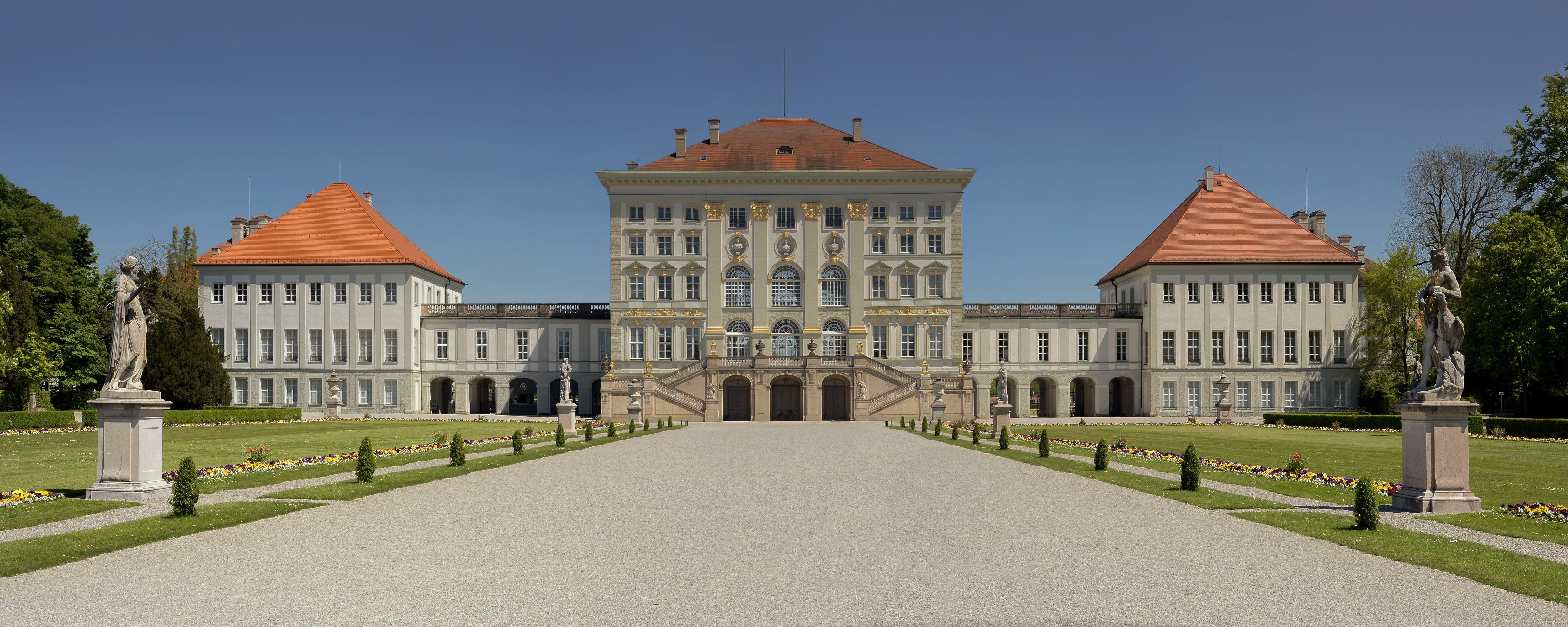
قصر نيمفنبورغ في ميونيخ، أحد القصور الرئيسية لحكام بافاريا التاريخيين

بعد هزيمة ألمانيا في الحرب العالمية الأولى، انتشرت الثورة في جميع أنحاء ألمانيا بما في ذلك بافاريا، مع الإطاحة بالنظام الملكي البافاري وإعلان بافاريا كدولة شيوعية مستقلة ( جمهورية بافاريا السوفيتية ). بعد انهيار الجمهورية السوفيتية، أصبحت القومية البافارية - المرتبطة بالميول المعادية لبروسيا وكذلك معاداة السامية - شائعة بين الحركات الراديكالية والرجعية.
بعد انهيار النمسا-المجر، تم تقديم مقترحات للنمسا للانضمام إلى بافاريا. اهتمت الحكومة البافارية بشكل خاص بدمج مناطق شمال تيرول والنمسا العليا في بافاريا. وقد حظيت هذه المقترحات باهتمام من قبل عدد كبير من سكان شمال تيرول الراغبين في الانضمام إلى بافاريا. دفعت تصرفات الحكومة البافارية الحكومة الألمانية إلى الرد باقتراح ضم النمسا إلى ألمانيا.

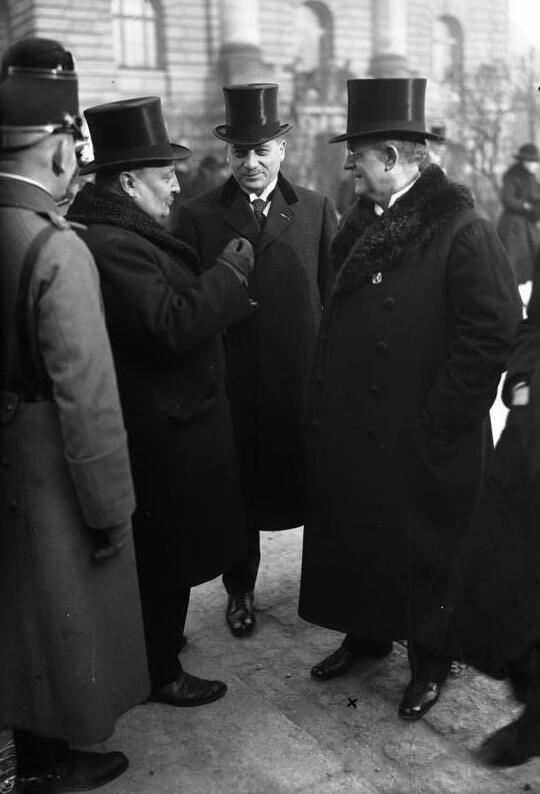
هاينريش هيلد (يمين)، وزير رئيس بافاريا (1924-1933) وزعيم حزب الشعب البافاري الذي كان يتمتع بميول ملكية وقومية بافارية

في عام 1923، حاول الملكيون البافاريون تحت رئاسة الوزير جوستاف ريتر فون كاهر وحزبه الشعبي البافاري الاستيلاء على الحكومة البافارية وإعلان استقلال بافاريا عن ألمانيا واستعادة النظام الملكي البافاري. تم إحباط محاولة الانقلاب البافاري الانفصالية بسبب تصرفات الحزب النازي الصغير آنذاك والتي استبقت الانقلاب المخطط له وحاول هو نفسه الاستيلاء على الحكومة البافارية فيما أصبح يعرف باسم انقلاب بيرهول. تنافس القوميون البافاريون والحزب النازي على قاعدة دعم؛ ومع ذلك، حتى بحلول انتخابات عام 1932، عندما حقق الحزب النازي فوزًا كبيرًا، فشل النازيون في تجاوز حزب الشعب البافاري الكاثوليكي في جنوب بافاريا، حاملين فقط المناطق البروتستانتية في شمال بافاريا.
بعد استيلاء النازيين على ألمانيا، ادعت الحكومة الجديدة وجود العديد من المؤامرات الانفصالية البافارية واستخدمت هذه الادعاءات لقمع المعارضة البافارية، بما في ذلك الإطاحة بالحكومة البافارية. في البداية، كان العديد من البافاريين يدعمون المجهود الحربي الألماني في الحرب العالمية الثانية لأنه تم تصوير ذلك على أنه حملة مناهضة للشيوعية. ومع ذلك، انخفض الدعم البافاري للحرب بسرعة مع اقتراب نهاية الحرب. عاودت القومية البافارية الظهور في الجزء الأخير من الحرب وسعى القوميون البافاريون للحصول على دعم الحلفاء لإنشاء بافاريا المستقلة. في النهاية، تم قبول الحكم الذاتي الرئيسي لبافاريا داخل ألمانيا الفيدرالية.
خلال الخمسينيات من القرن الماضي، كان حزب بافاريا الانفصالي لاعبًا مهمًا في سياسة ولاية بافاريا، حيث تراوحت نسبة الاقتراع من 5٪ إلى أكثر من 20٪ في انتخابات الولاية والانتخابات الفيدرالية. كان حزب بافاريا جزءًا من الائتلاف الحاكم للولاية بقيادة فيلهلم هوجنر من 1954 إلى 1957، جنبًا إلى جنب مع الديمقراطيين الاجتماعيين والحزب الديمقراطي الحر. انخفضت حصة الحزب الانتخابية بشكل كبير في العقود اللاحقة. في عام 2013، فاز حزب بافاريا بنسبة 2.1٪ من إجمالي الأصوات في انتخابات الولاية.
في استطلاع أجرته شركة يوجوف عام 2017، أيد 32٪ من سكان ولاية بافاريا فكرة الاستقلال.